# جاش تامپسون (بازیکن فوتبال)
جاش تامپسون (انگلیسی: Josh Thompson؛ زادهٔ ۲۵ فوریهٔ ۱۹۹۱) بازیکن فوتبال اهل بریتانیا است.
از باشگاه‌هایی که در آن بازی کرده‌است می‌توان به باشگاه فوتبال ساوتپورت، باشگاه فوتبال ترانمره راورز، باشگاه فوتبال سلتیک، باشگاه فوتبال چسترفیلد، باشگاه فوتبال کولچستر یونایتد، باشگاه فوتبال پورتسموث، باشگاه فوتبال پیتربورو یونایتد، باشگاه فوتبال استوک‌پورت کانتی، باشگاه فوتبال روچدیل، و باشگاه فوتبال مکلسفیلد تاون اشاره کرد.
وی همچنین در تیم ملی فوتبال زیر ۱۹ سال انگلستان بازی کرده‌است.